# 本多貫一
本多 貫一（ほんだ かんいち、1917年（大正6年）10月3日 - 2006年（平成18年）5月30日）は、日本の政治家。愛知県西尾市長（5期）。

## 来歴
愛知県西尾市出身。父親は西尾町長を務めた本多与三郎。1934年（昭和9年）、愛知県立西尾中学校（現・愛知県立西尾高等学校）卒業。1946年（昭和21年）4月30日、軍事功労により勲七等瑞宝章を受章。
1952年（昭和27年）、西尾町教育委員会委員に就任。織布業会社社長を務める。
1955年（昭和30年）4月、愛知県議会議員選挙・西尾市選挙区（定数1）に無所属で立候補するも、自由党現職の本田明治に敗れる。
本多は西尾市長の杉浦喜之助に3選出馬を強くすすめていたが、1969年（昭和44年）8月7日、杉浦は健康上の理由から不出馬を表明。9月7日実施の市長選への立候補を決断し、中野四郎派の元市議、榊原一郎を破り初当選した。系列としては中垣國男派に属した。
1985年（昭和60年）6月6日から1986年（昭和61年）6月4日まで愛知県市長会会長と東海市長会副会長を務めた。
1985年（昭和60年）9月、前市議の加藤誠一を破り5選
。
1986年（昭和61年）4月7日、西尾市観光協会が発足。同協会の名誉会長に就任した。
市長在職中、善明工業団地の造成と企業誘致に奔走し、市の財政基盤を強固にしたほか、名鉄西尾線の高架事業や愛知県立西尾東高等学校の設立など幅広く手腕を発揮した。また、老人医療無料化をはじめとする医療費の軽減、救急医療情報システムの導入など医療福祉の施策にも重きを置いた。
1990年（平成2年）4月、勲四等旭日小綬章を受章。1993年（平成5年）5月1日、西尾市名誉市民に推挙される。
2006年（平成18年）5月30日、肺がんのため死去。88歳没。